# 하도 (연나라)

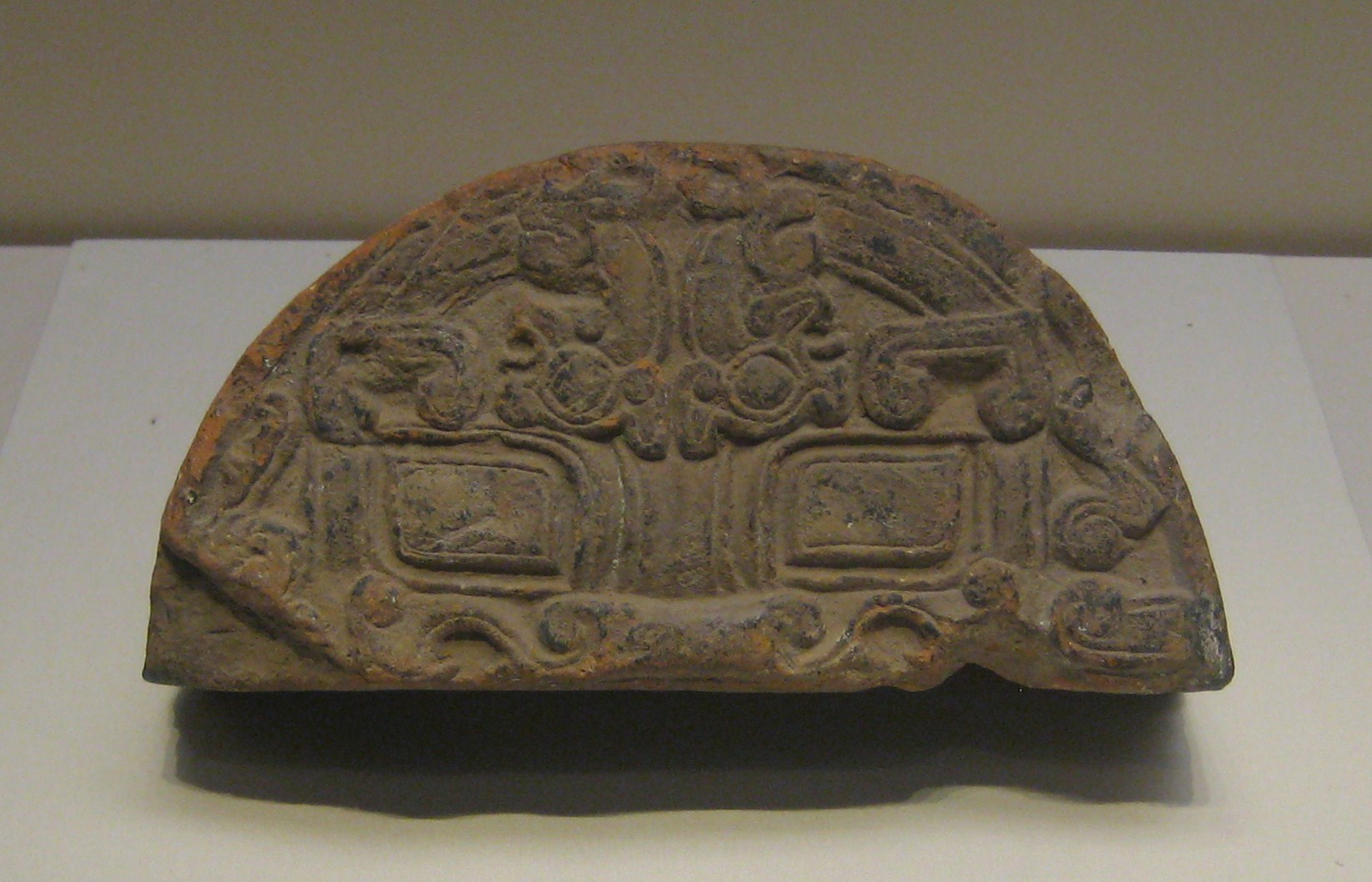

하도(중국어: 下都)는 중국의 옛 지명이다. 전국 시대 당시 연나라(燕)의 별도(別都) 역할을 담당하였으며, 현재의 중화인민공화국 허베이 성 바오딩 시 이 현에 위치하였다.

## 역사
만리장성의 북서부, 타이항산맥의 서부, 역수(易水)의 남부에 건설되었으며, 지세가 험난하여 적의 공격을 수비하기에 용이하였다. 연나라의 수도인 계(薊)에 비견되었으며, 군사적으로 중요한 도시였던 관계로 연나라의 별도(別都)가 되었다. 명나라 시대에 쓰여진 《보정군치》(保定郡治)에 따르면, 기원전 4세기경에 소공(昭公)이 건설한 것으로 추정되며, 전국 시대의 도시들 중 가장 큰 규모에 속하였다.
1929년 베이징 대학 고고학부에서 발굴 조사에 들어갔으며, 남북 방향의 운하로 인하여 성의 구조가 동쪽과 서쪽으로 나뉘었음이 밝혀졌다. 성의 동쪽은 전체적으로 정방형 모양으로 설계되었으며, 궁전과 왕릉 등의 주요 건축물이 위치하였다. 성의 동쪽 서부에는 금속 제품을 주조하기 위한 작업장이 있었으며, 민가 또한 성의 동쪽에 있었다. 성의 서쪽은 전체적으로 사다리꼴 모양으로 설계되었으며, 해자와 판축으로 구성된 성벽이 현재까지 남아 있다. 성의 외부에는 주철 유적지가 남아 있다.

## 같이 보기
- 이 현
- 연나라